# Tai Mo Shan
Tai Mo Shan is een berg in de New Territories van Hongkong, Volksrepubliek China.
De berg geldt als hoogste punt van Hongkong. Hier bevindt zich het weerstation Hong Kong Observatory.
- Virtual International Authority File: 3838151717060013900006